# Schömberg (Loßburg)
Schömberg ist seit 1974 ein Ortsteil der Gemeinde Loßburg im Landkreis Freudenstadt in Baden-Württemberg.
Der Ort liegt in 744 m ü. NN und hatte im März 2011 377 Einwohner.

## Geschichte
Im Jahre 1222 ist in einer Urkunde des Grafen Berthold von Sulz ein Werner Leutpriester (plebanus) von Schömberg (Sconberc) erwähnt. Im weiter entfernten Schömberg (Kreis Balingen) war laut Zehntregister der Diözese Konstanz im Jahre 1275 ein Dekan. Dagegen kann der Leutpriester (plebanus) Werner im Loßburger Schömberg Pfarrherr gewesen sein, zumal dieses Gebiet 1222 vor der Ortsgründung den Grafen von Sulz gehörte. Die marcha Sconenberc aus dem Reichenbacher Schenkungsbuch bezieht sich nicht, wie ursprünglich angenommen, auf den Loßburger Teilort Schömberg. Im Jahre 1275 ist Schömberg im Erzbischöflichen Archiv Freiburg als Schoinberch erwähnt. Es war damals selbständiger Pfarrort.
Später ist Schömberg in den alten Urkunden immer mit Schönenberg bezeichnet. Üblicherweise denkt man dabei an schöner Berg. Schöck (Landesstelle für Volkskunde Stuttgart) wies jedoch auf die neueste Literatur von Paul Derks hin, wonach der Schönbuch auf das althochdeutsche Skein-buoh zurückzuführen ist. Der Verbal-Stamm skein bedeutet brechen, d. h. Brechholz nutzen. Sconberc, Schoinberch wäre demnach der „Brech[holz]-Berg“.
Der Ort kam mit der Herrschaft Loßburg in der ersten Hälfte des 13. Jahrhunderts durch eine Erbtochter des Grafen von Sulz an die Herren von Geroldseck.
Hinterrötenberg soll ein ausgedehntes Dorf mit Sitz eines Edelmannes gewesen sein. Im Jahre 1298 waren sieben Lehnshöfe genannt. Auf der Bergspitze zwischen Rötenbach und der Kleinen Kinzig soll eine Burg gestanden haben.
Im Jahre 1501 kam Schömberg mit der Herrschaft Loßburg an das Kloster Alpirsbach.
Am 1. Juli 1974 wurde Schömberg nach Loßburg eingemeindet.

## Kirche

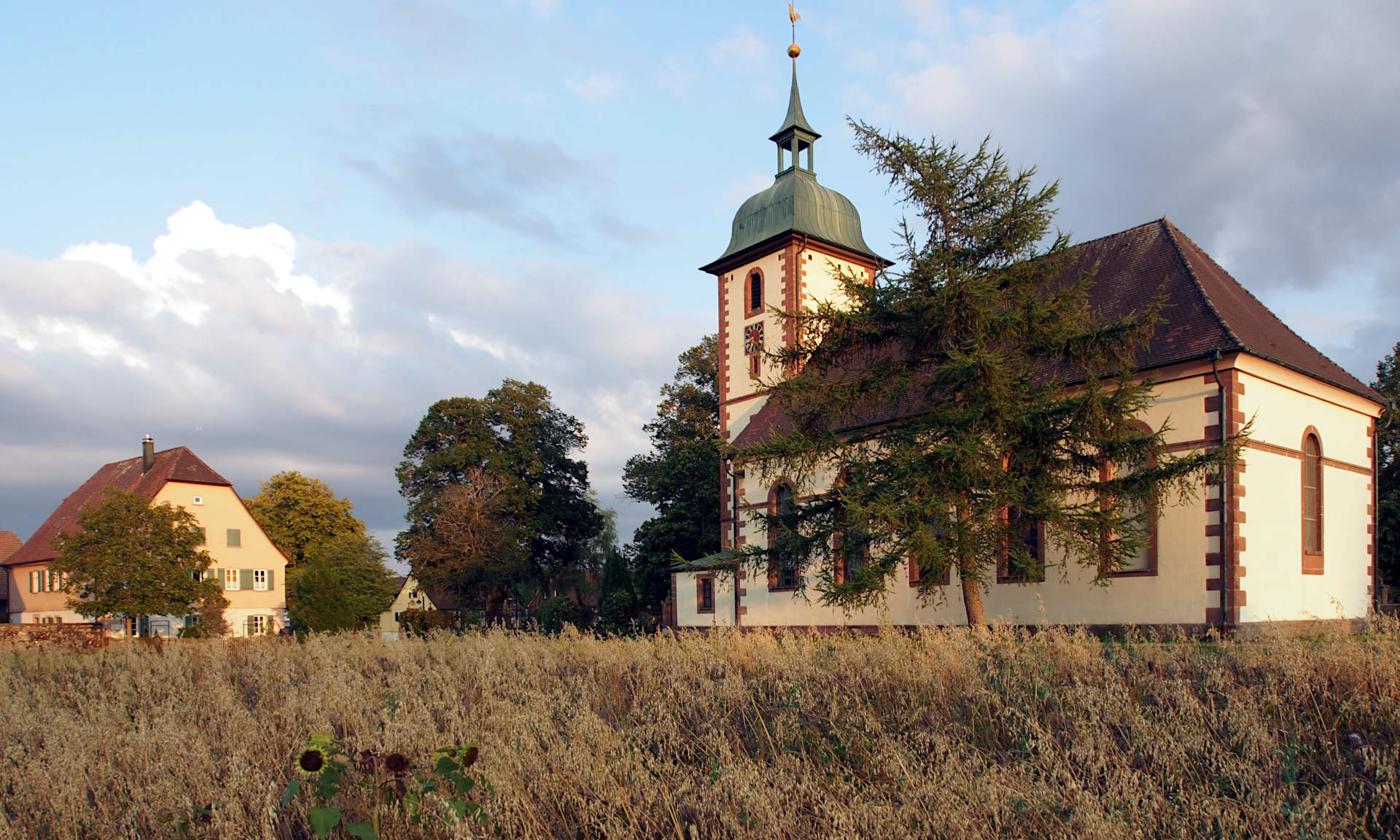
Pfarrhaus und Kirche

Ursprünglich unterstand der Ort wohl der Mutterpfarrei Dornhan. Später gehörten zur Schömberger Kirche, 1275 als selbständige Pfarrei erwähnt (vgl. oben), auch Oberehlenbogen (vom Buchbach an), Hinterrötenberg, Schöllkopf, Ödenwald, die Filialkirche Büchenberg und schließlich die durch Holzhauer und Köhler gegründete Siedlung Steinwald (1744 als Filial von Schömberg erwähnt).
Laut dem Annatenregister der Diözese Konstanz aus dem Jahre 1455 war die Pfarrei 30 Jahre verwaist. Der Ort selbst war verlassen und verödet.
Nach der Reformation wurde der Ort von 1561 bis 1573 seelsorgerlich von Reinerzau betreut, erhielt aber dann wieder eine eigene Pfarrei. Die Gründungszeit und die Stifter der Pflegschaft unserer Frau [= St. Maria] mit dem Heiligen Wald sind nicht bekannt. Lediglich die Sage weiß zu berichten, die Stiftung ginge auf zwei Edelfräulein von Hinterrötenberg zurück.
Das Gotteshaus wurde 1822 durch Blitzschlag zerstört und 1824 wieder aufgebaut.

## Persönlichkeiten
- Emil Noellner (1847–1915), Architekt und Dekorationsmaler
- Klaus Mehnert (1906–1984), Publizist, Journalist und Universitätslehrer; in Schömberg hatte Mehnert nach der Emeritierung seinen Altersruhesitz.[10]